# 시운지 가의 아이들
《시운지 가의 아이들》(일본어: 紫雲寺家の子供たち 시운지케노 고도모타치[*])은 미야지마 레이지에 의한 일본의 만화 작품. 《영 애니멀》(하쿠센사)에서 2022년 5호부터 연재 중. 약칭은 「시운지가」(일본어: 紫雲寺家). 공식 인정 팬아트 해시태그는 「#시운지가아아토」 (일본어: #紫雲寺家あーと). 제1권의 뒤에서 「제13권으로 완결합니다」라고 명언되고 있다. 작자 미야지마는 《주간 소년 매거진》(고단샤)에서 연재중인《여친, 빌리겠습니다》라는 동시 병행 연재이다 작화 협력으로 유키노 레이지가 참가하고 있다.
미야지마 레이지의 pixivFANBOX에서는 월액 100엔 이상의 플랜 지원자에 대해, 영 애니멀 본지보다 며칠간만 선행 전달을 하고 있다.
《영 애니멀》 2022년 12호를 마지막으로 휴재하고 있었지만, 같은 해 22호보다 연재가 재개되었다. 2023년부터 월에 1회의 게재가 되어, 2024년부터 매호의 게재가 되었다.

## 줄거리
이야기의 무대는 도쿄도 세타가야구에 있는 시운지가.  장남·아라타는 같은 클래스의 요코야마 라라에게 마음을 전하면서도 깊은 곳에서 고백을 못하고 있었다. 주변에아라타는 미녀 자매에 둘러싸인 "할렘 러브 쌀"이라고 말하지만, 신 자신은 자매에게 그런 기분은 일어나지 않는다고 생각한다. 그런 가운데, 집에서 오녀·코토노의 생일회 직전에 아버지로부터 놀라움의 사실이 말해진다. 가족? 자매? 아니면...?
이야기 초반은 오녀·코토노 아라타에 대해 연심을 안고 있지만, 이야기가 진행됨에 따라 다른 자매의 마음에도 변화가 태어나 간다.

## 등장인물
음성의 항은 TV 애니메이션판에 있어서의 성우.

### 시운지가 집 7 형제 자매
시운지가의 형제 자매의 연령순은 위에서 반리→세이하→아라타&오우카→미나미&시온→코토노.
제1권 발매 기념으로 제작된 PV에서는 나레이션과 5 자매의 목소리를 타카하시 리에의가 담당하고 있다.
시운지 아라타 (일본어: 紫雲寺 新)
성우 - 우메하라 유이치로
본작의 주인공. 시운지가의 장남. 고등학교 2학년, 16세. 생일은 10월 10일.
오우카 같은 해. 여동생이나 동생으로부터는 「신형」이라고 불리고 있다.
시운지 반리 (일본어: 紫雲寺 万里)
성우 - 안자이 치카
시운지가의 장녀. 대학 1학년, 18세. 생일은 1월 21일.
명문대학에 다니며 간호사 지망. 부드럽고 온화한 성격으로 연상 연하 불문하고 초인기. 신들이 다니는 고등학교 졸업생의 피고백 기록 보유자.
아버지 카나메로부터 "우리는 기본 "고아"라고 들었다".
시운지 세이하 (일본어: 紫雲寺 清葉)
성우 - 코우노 마리카
시운지가의 차녀. 고교 3학년, 17세. 생일은 12월 6일.
이학부 부장으로 편차치는 교내 No.1 색깔로 쿨한 성격. 시원하거나 합리적으로 일을 진행하려고 하기 위해 일반적으로 대담한 행동을 취할 수 있다. 엄마의 모양의 반지를 가지고 있다.
시운지 오우카 (일본어: 紫雲寺 謳華)
성우 - 타카하시 리에
시운지가의 삼녀. 고등학교 2학년, 16세. 생일은 10월 10일.
세이하에 이은 만큼 성적 우수.운동 신경 발군으로 수영부와 육상부의 에이스.
쌍둥이로서 키워졌기 때문인지 신과는 싸움이 끊이지 않지만, 서로를 신뢰하고 신경쓰고 있는 모습이 엿보인다.
시운지 미나미 (일본어: 紫雲寺 南)
성우 - 히시카와 하나
시운지가의 4녀. 고등학교 1학년, 15세. 시운지 시온 해에 일란성 쌍둥이. 생일은 8월 8일.
중학교 테니스 3연패의 천재 소녀. 외형은 보이쉬로 여자로부터의 인기가 두껍다. 테니스 부부장의 남주 선배(히나타 남호)를 당황하고 있다.
시운지 코토노 (일본어: 紫雲寺 ことの)
성우 - 이치노세 카나
시운지가의 오녀. 중학교 3학년, 15세. 생일은 6월 15일.
작은 동물계의 외모로 어른스럽고 겸손한 성격. 다섯 자매의 아이돌적 존재.
시운지 시온 (일본어: 紫雲寺 志苑)
성우 - 코바야시 치아키
시운지가의 차남. 고등학교 1학년, 15세.미나미쪽과 같은 해로 일란성 쌍생아. 생일은 8월 8일. 호적에 따르면 카루이자와에서 태어난 것 같지만 현재 그 주소지는 갱지로 되어 있다.
유우쨩과 사귀고 있어, 새로운 사랑의 지남 역처럼도 되어 있다.

### 시운지가 집 7 형제 자매 관계자
시운지 카나메 (일본어: 紫雲寺 要)
시운지가의 아이들의 아버지.
코토노의 생일회에서 7인 형제 자매에게 놀라운 사실을 알린다.

## 서지 정보
- 미야지마 레이지 《시운지 가의 아이들》하쿠센샤 〈영 애니멀 코믹스〉
  1. 2022년 7월 15일 발매[14], ISBN 978-4-592-16701-3
  2. 2023년 7월 14일 발매[15], ISBN 978-4-592-16702-0
    - 「공식 앤솔로지 특장판」 같은 날 발매[16], ISBN 978-4-592-16803-4

  3. 2024년 2월 16일 발매[17], ISBN 978-4-592-16703-7
  4. 2024년 7월 17일 발매[18], ISBN 978-4-592-16704-4
  5. 2024년 10월 17일 발매[19], ISBN 978-4-592-16705-1
  6. 2025년 3월 14일 발매[20], ISBN 978-4-592-16706-8

## TV 애니메이션
2025년 4월부터 6월까지 AT-X 등에서 방송되었다.

### 스태프
- 원작 - 미야지마 레이지[6]
- 감독 - 카미츠보 료키(일본어:上坪亮樹)[6]
- 시리즈 구성 - 키무라 노보루(일본어:木村暢)[6]
- 캐릭터 디자인 · 총작화감독 - 무토 미키[6]
- 프롭 디자인 - 후지와라 나츠코
- 의상 디자인 - 마츠모토 메구미, 쿠즈하라 시노
- 메인 애니메이터 - 야기 사오리, 나카오 카즈사
- 미술 감독 - 아리모토 히사에
- 미술 설정 - 마츠모토 히로키, 이시하라 요시미츠
- 색채 설계 - 마카베 겐타
- 촬영 감독 - 시오노 슈헤이
- 편집 - 오노데라 에미
- 음악 - Akki(일본어:Akki), 호시 긴노죠(일본어:星銀乃丈), 호리에 쇼타(일본어:堀江晶太 (音楽家)) Directed by PHYZ[6]
- 음악 제작 - 란티스
- 음향 감독 - 아케타가와 진
- 음향 효과 - 나카지마 카츠히로
- 음향 제작 - 매직 캡슐
- 프로듀서 - 네모토 유카, 타케다 에리, 이이즈카 아야, 이노우에 히데야, 사이토 신고, 히가시 마오, 우스쿠라 류타로, 와다 타쿠지
- 제작 프로듀서 - 코바야시 료
- 애니메이션 제작 - 동화공방[6]
- 제작 - 시운지 가의 아이들 제작위원회

### 주제가
「허니레몬」(일본어: ハニーレモン)
NACHERRY에 의한 오프닝 테마. 작사는 스즈키 에레카, 작곡은 스즈키 에레카, Oni, 편곡은 Oni.
「LIKE YOU o(>< = ><)o LOVE YOU?」
시운지 가의 아이들에 의한 엔딩 테마. 작사·작곡·편곡은 호시 긴노죠, Akki, 나카무라 이네.

### 에피소드 목록
| 화수   | 제목           | 각본            | 그림 콘티         | 연출              | 작화 감독 | 총작화 감독                                   | 방송일   |
| ------ | -------------- | --------------- | ----------------- | ----------------- | --- | --------------------------------------------- | -------- |
| 제1화  | What if...?    | 키무라 노보루   | 카미츠보 료키     | 카미츠보 료키     | 나카지마 치아키 야마노 마사아키 후지와라 나츠코 마츠시타 이쿠코 스즈키 아야노 | 무토 마키                                     | 4월 8일  |
| 제2화  | Now what       | 키무라 노보루   | 카미츠보 료키     | 카미츠보 료키     | 야마노 마사아키 에구치 마리 쿠보 마리코 스즈키 아야노 | 타카하시 미즈키                               | 4월 15일 |
| 제3화  | For now        | 츠치야 미치히로 | 하라구치 히로시   | 하라구치 히로시   | 야마노 마사아키 무로가 아야카 이타쿠라 켄 쿠마가이 카츠히로 쿠보 마리코 | 마츠시타 이쿠코                               | 4월 22일 |
| 제4화  | Respectively   | 키무라 노보루   | 김성민            | 김성민            | 치카 쿄코 사카노 히카리 스즈키 아야노 스즈키 미사 쿠보 마리코 | 쿠마가이 카츠히로                             | 4월 29일 |
| 제5화  | Perhaps        | 츠치야 미치히로 | 타나카 유코       | 코마츠 카즈에     | 야마노 마사아키 이타쿠라 켄 아츠미 토모야 스즈키 아야노 후지와라 나츠코 | 무로타 유헤이 무토 미키                       | 5월 6일  |
| 제6화  | Now's the time | 키무라 노보루   | 카와무라 카즈     | 후지이 쿠니오     | 무로가 아야카 이타쿠라 켄 니시키 히로노 미야나가 아즈사 | 타카하시 미즈키                               | 5월 13일 |
| 제7화  | Surely         | 츠치야 미치히로 | 오오사코 미츠히로 | 오오사코 미츠히로 | 야마노 마사아키 무로가 아야카 야기 사오리 나카가와 히로미 나카오 카즈사 | 무토 미키                                     | 5월 20일 |
| 제8화  | Since then     | 키무라 노보루   | 요시카와 히로아키 | 사사키 슈이치     | 에구치 마리 사카노 히카리 SEKED 사코 유리카 쿠보 마리코 스즈키 미사 야마노 마사아키 | 마츠시타 이쿠코                               | 5월 27일 |
| 제9화  | Not yet        | 츠치야 미치히로 | 요시카와 히로아키 | 우치노미야 코키   | 스즈키 아야노 미야베 아오이 콘도 사코 유리카 나카오 카즈사 미야나가 아즈사 야기 사오리 이타쿠라 켄 무로가 아야카 니시키 히로노                                                             | 타카하시 미즈키                               | 6월 3일  |
| 제10화 | Finally        | 키무라 노보루   | 니시무라 다이스케 | 니시무라 다이스케 | 후지와라 나츠코 에구치 마리 SEKED 스즈키 미사 나카오 카즈사 사코 유리카 오사메 타케시 야기 사오리 무토 미키                                                                                | 쿠마가이 카츠히로                             | 6월 10일 |
| 제11화 | So then        | 츠치야 미치히로 | 키타무라 마사시   | 키타무라 마사시   | 이타쿠라 켄 무로가 아야카 야마노 마사아키 사카노 히카리 쿠보 마리코 미야나가 아즈사 후지와라 나츠코 에구치 마리 토쿠나가 사야카 스즈키 미사 오사메 타케시 콘도 니이무라 카나 니시키 히로노 | 마츠시타 이쿠코 사코 유리카 쿠마가이 카츠히로 | 6월 17일 |
| 제12화 | Still          | 키무라 노보루   | 이토 료타         | 카미츠보 료키     | 야마노 마사아키 야기 사오리 무로가 아야카 나카오 카즈사 스즈키 아야노 후지와라 나츠코 | 무토 미키                                     | 6월 24일 |